# Geospatial Data Abstraction Library
Die Geospatial Data Abstraction Library (GDAL) ist eine freie Programmbibliothek für die Übersetzung räumlicher Rasterdaten. Als Programmbibliothek bietet es den aufrufenden Programmen ein einheitliches Datenmodell für alle unterstützten Formate. Es sind jedoch auch verschiedene Kommandozeilen-Programme enthalten, mit denen Daten direkt bearbeitet und umgewandelt werden können.
Die OGR Simple Features Library (OGR) bietet ähnliche Funktionen für Vektordaten und ist im Paket enthalten.
GDAL wurde von Frank Warmerdam in C und C++ entwickelt (bis Version 1.3.2), danach vom GDAL/OGR Projekt ManagementKomitee der Open Source Geospatial Foundation.

## Unterstützte Formate
Neben den gängigen Formaten für Rasterdaten, nämlich JFIF, GIF, PNG und GeoTIFF, kann GDAL noch über 60 weitere Datenformate lesen. Jedoch können nicht alle diese Formate auch geschrieben werden. OGR unterstützt über 20 Vektordatenformate, kann aber ebenfalls nicht in alle unterstützten Formate konvertieren.

### Rasterformat
| Format     | lesen | schreiben | georef. |
| ---------- | ----- | --------- | ------- |
| JFIF       | ja    | ja        | ja      |
| GIF        | ja    | ja        | nein    |
| PNG        | ja    | ja        | nein    |
| GeoTIFF    | ja    | ja        | ja      |
| GeoPackage | ja    | ja        | ja      |

### Vektorformat
| Format                                 | Code                   | Schreiben | Georef.  | Standard                                             |
| -------------------------------------- | ---------------------- | --------- | -------- | ---------------------------------------------------- |
| Aeronav FAA files                      | AeronavFAA             | nein      | ja       | ja                                                   |
| AmigoCloud API                         | AmigoCloud             | ja        | ja       | nein, braucht Libcurl                                |
| ESRI ArcObjects                        | ArcObjects             | nein      | ja       | nein, braucht ESRI ArcObjects                        |
| Arc/Info Binary Coverage               | AVCBin                 | nein      | ja       | ja                                                   |
| Arc/Info .E00 (ASCII) Coverage         | AVCE00                 | nein      | ja       | ja                                                   |
| Arc/Info Generate                      | ARCGEN                 | nein      | nein     | ja                                                   |
| Atlas BNA                              | BNA                    | ja        | nein     | ja                                                   |
| AutoCAD DWG                            | DWG                    | nein      | nein     | nein, braucht Open Design Alliance Teigha library    |
| AutoCAD DXF                            | DXF                    | ja        | nein     | ja                                                   |
| Carto                                  | Carto                  | ja        | ja       | nein, braucht Libcurl                                |
| Cloudant / CouchDB                     | Cloudant               | ja        | ja       | nein, braucht Libcurl                                |
| CouchDB / GeoCouch                     | CouchDB                | ja        | ja       | nein, braucht Libcurl                                |
| Comma Separated Value (.csv)           | CSV                    | ja        | nein     | ja                                                   |
| OGC CSW (Catalog Service for the Web)  | CSW                    | nein      | ja       | nein, braucht Libcurl                                |
| Czech Cadastral Exchange Data Format   | VFK                    | nein      | ja       | nein, braucht Libsqlite3                             |
| DB2 Spatial                            | DB2ODBC                | ja        | ja       | nein, braucht ODBC library                           |
| DODS/OPeNDAP                           | DODS                   | nein      | ja       | nein, braucht Libdap                                 |
| EDIGEO                                 | EDIGEO                 | nein      | ja       | ja                                                   |
| ElasticSearch                          | ElasticSearch          | ja        | ja       | nein, braucht libcurl                                |
| ESRI FileGDB                           | FileGDB                | ja        | ja       | nein, braucht FileGDB API library                    |
| ESRI Personal GeoDatabase              | PGeo                   | nein      | ja       | nein, braucht ODBC library                           |
| ESRI ArcSDE                            | SDE                    | nein      | ja       | nein, braucht ESRI SDE                               |
| ESRI Shapefile / DBF                   | ESRI Shapefile         | ja        | ja       | ja                                                   |
| FMEObjects Gateway                     | FMEObjects Gateway     | nein      | ja       | nein, braucht FME                                    |
| GeoJSON                                | GeoJSON                | ja        | ja       | ja                                                   |
| Géoconcept Export                      | Geoconcept             | ja        | ja       | ja                                                   |
| Geomedia .mdb                          | Geomedia               | nein      | nein     | nein, braucht ODBC library                           |
| GeoPackage                             | GPKG                   | ja        | ja       | nein, braucht Libsqlite3                             |
| GeoRSS                                 | GeoRSS                 | ja        | ja       | ja (lesen braucht Libexpat)                          |
| Google Fusion Tables                   | GFT                    | ja        | ja       | nein, braucht Libcurl                                |
| GML                                    | GML                    | ja        | ja       | ja (lesen braucht Xerces oder Libexpat)              |
| GMT                                    | GMT                    | ja        | ja       | ja                                                   |
| GPSBabel                               | GPSBabel               | ja        | ja       | ja (braucht GPSBabel und GPX driver)                 |
| GPX                                    | GPX                    | ja        | ja       | ja (lesen braucht Libexpat)                          |
| GRASS Vector Format                    | GRASS                  | nein      | ja       | nein, braucht Libgrass                               |
| GPSTrackMaker (.gtm, .gtz)             | GPSTrackMaker          | ja        | ja       | ja                                                   |
| Hydrographic Transfer Format           | HTF                    | nein      | ja       | ja                                                   |
| Idrisi Vector (.VCT)                   | Idrisi                 | nein      | ja       | ja                                                   |
| Informix DataBlade                     | IDB                    | ja        | ja       | nein, braucht Informix DataBlade                     |
| INTERLIS                               | Interlis 1, Interlis 2 | ja        | ja       | nein, braucht Xerces                                 |
| INGRES                                 | INGRES                 | ja        | nein     | nein, braucht INGRESS                                |
| JML                                    | OpenJUMP .jml          | ja        | nein     | ja (lesen braucht Libexpat)                          |
| KML                                    | KML                    | ja        | ja       | ja (lesen braucht Libexpat)                          |
| LIBKML                                 | LIBKML                 | ja        | ja       | nein, braucht libkml                                 |
| Mapinfo File                           | MapInfo File           | ja        | ja       | ja                                                   |
| Microstation DGN                       | DGN                    | ja        | nein     | ja                                                   |
| Access MDB (PGeo and Geomedia capable) | MDB                    | nein      | ja       | nein, braucht JDK/JRE                                |
| Memory                                 | Memory                 | ja        | ja       | ja                                                   |
| MongoDB                                | MongoDB                | ja        | ja       | nein, braucht Mongo C++ client library               |
| MySQL                                  | MySQL                  | nein      | ja       | nein, braucht MySQL library                          |
| NAS – ALKIS                            | NAS                    | nein      | ja       | nein, braucht Xerces                                 |
| NetCDF                                 | netCDF                 | ja        | ja       | nein, braucht Libnetcdf                              |
| Oracle Spatial                         | OCI                    | ja        | ja       | nein, braucht OCI library                            |
| ODBC                                   | ODBC                   | nein      | ja       | nein, braucht ODBC library                           |
| MS SQL Spatial                         | MSSQLSpatial           | ja        | ja       | nein, braucht ODBC library                           |
| Open Document Spreadsheet              | ODS                    | ja        | nein     | nein, braucht Libexpat                               |
| OGDI Vectors (VPF, VMAP, DCW)          | OGDI                   | nein      | ja       | nein, braucht OGDI library                           |
| OpenAir                                | OpenAir                | nein      | ja       | ja                                                   |
| ESRI FileGDB                           | OpenFileGDB            | nein      | ja       | ja                                                   |
| OpenStreetMap XML and PBF              | OSM                    | nein      | ja       | nein, braucht Libsqlite3 (und Libexpat für OSM XML)  |
| PCI Geomatics Database File            | PCIDSK                 | ja        | ja       | ja, mit internal PCIDSK SDK (von GDAL 1.7.0)         |
| Geospatial PDF                         | PDF                    | ja        | ja       | ja (lesen braucht Libpoppler oder Libpodofo support) |
| PDS                                    | PDS                    | nein      | ja       | ja                                                   |
| Planet Labs Scenes API                 | PLScenes               | nein      | ja       | nein, braucht Libcurl                                |
| PostgreSQL SQL dump                    | PGDump                 | ja        | ja       | ja                                                   |
| PostgreSQL/PostGIS                     | PostgreSQL/PostGIS     | ja        | ja       | nein, braucht PostgreSQL client library (Libpq)      |
| EPIInfo .REC                           | REC                    | nein      | nein     | ja                                                   |
| S-57 (ENC)                             | S57                    | nein      | ja       | ja                                                   |
| SDTS                                   | SDTS                   | nein      | ja       | ja                                                   |
| SEG-P1 / UKOOA P1/90                   | SEGUKOOA               | nein      | ja       | ja                                                   |
| SEG-Y                                  | SEGY                   | nein      | nein     | ja                                                   |
| Selafin/Seraphin format                | Selafin                | ja        | nur EPSG | ja                                                   |
| neinrwegian SOSI Standard              | SOSI                   | nein      | ja       | nein, braucht FYBA library                           |
| SQLite/SpatiaLite                      | SQLite                 | ja        | ja       | nein, braucht Libsqlite3 oder Libspatialite          |
| SUA                                    | SUA                    | nein      | ja       | ja                                                   |
| SVG                                    | SVG                    | nein      | ja       | nein, braucht Libexpat                               |
| Storage and eXchange Format            | SXF                    | nein      | ja       | ja                                                   |
| UK .NTF                                | UK. NTF                | nein      | ja       | ja                                                   |
| U.S. Census TIGER/Line                 | TIGER                  | nein      | ja       | ja                                                   |
| VRT – Virtual Datasource               | VRT                    | nein      | ja       | ja                                                   |
| OGC WFS (Web Feature Service)          | WFS                    | ja        | ja       | nein, braucht Libcurl                                |
| MS Excel format                        | XLS                    | nein      | nein     | nein, braucht Libfreexl                              |
| MS Office Open XML spreadsheet         | XLSX                   | ja        | nein     | nein, braucht Libexpat                               |
| X-Plane/Flightgear aeronautical data   | XPLANE                 | nein      | ja       | ja                                                   |
| VDV-451/VDV-452/IDF                    | VDV                    | ja        | ja       | ja                                                   |
| Walk                                   | Walk                   | nein      | ja       | nein, braucht ODBC library                           |
| WAsP .map format                       | WAsP                   | ja        | ja       | ja                                                   |

## Implementierungen
GDAL/OGR wird unter anderem von folgenden Anwendungen benutzt, um Daten in verschiedenen Formaten speichern zu können:
- ArcGIS ab Version 9.2
- PTV Vision VISUM
- UDig ab Version 1.2
- R ab Version 2.0.3[5]
- OSGeo-Projekte:
  - MapServer
  - GeoServer[6]
  - GRASS GIS
  - gvSIG
  - QGIS
- Vectorworks ab Version 2012
- Biotop Invent

### GDAL
- GDAL-Website
- Liste aller von GDAL unterstützten Formate
- Zusammenfassung für GDAL in der Datenbank von FreeGIS

### OGR
- OGR-Website
- Liste aller von OGR unterstützten Formate
- Zusammenfassung für OGR in der Datenbank von FreeGIS